# Hans Watzek

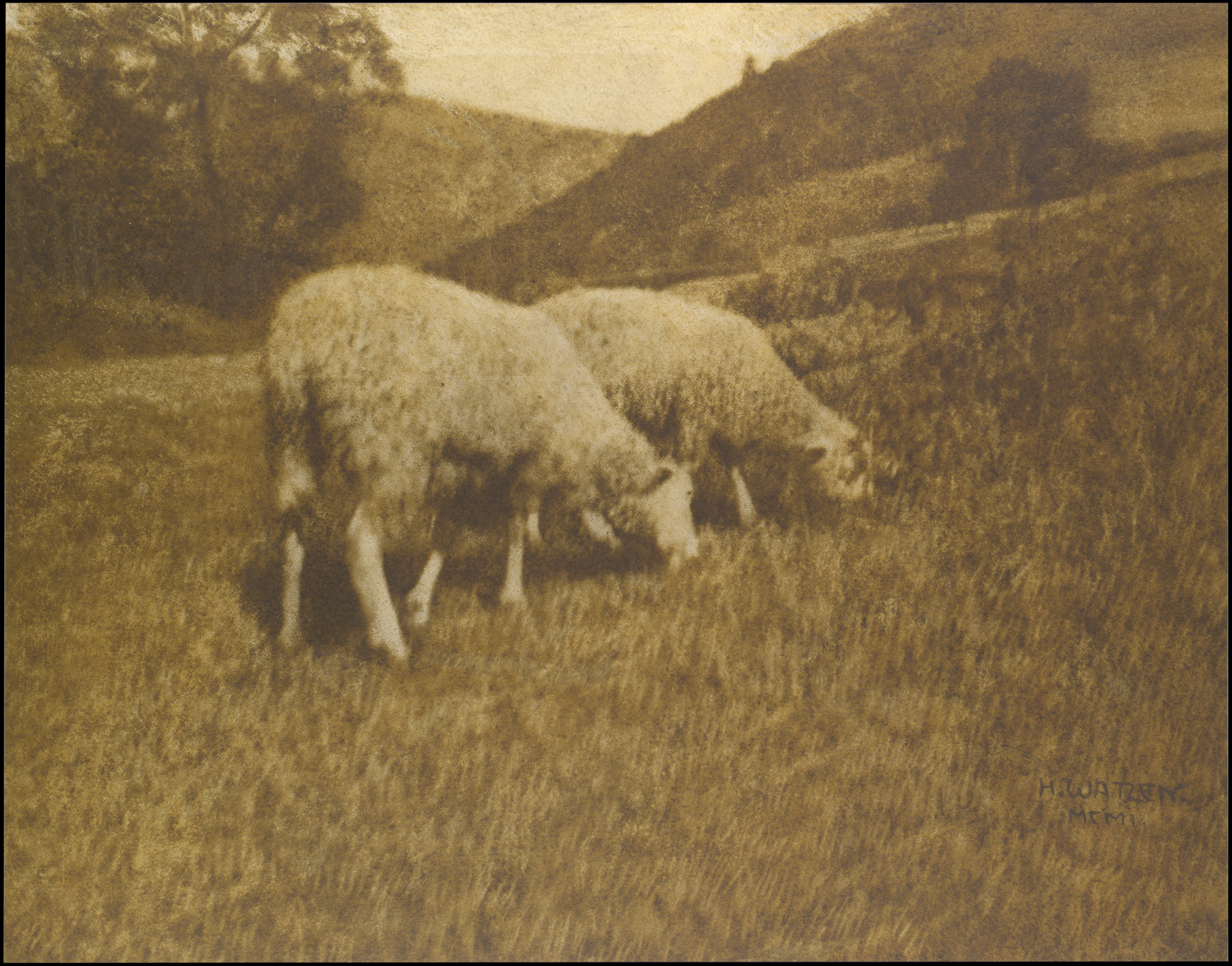
Hans Watzek: Ovce, 1901

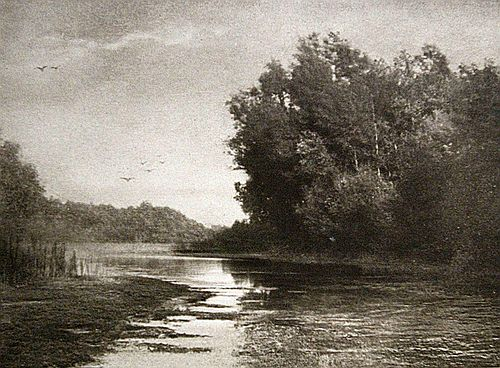
Na Dunaji, 1894

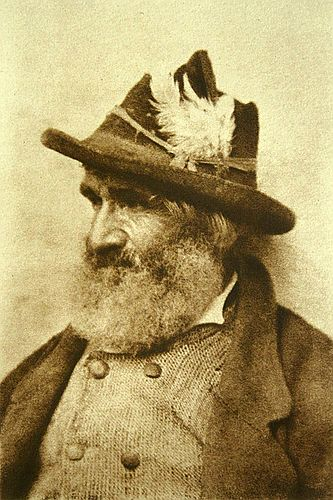
Studie hlavy, 1894

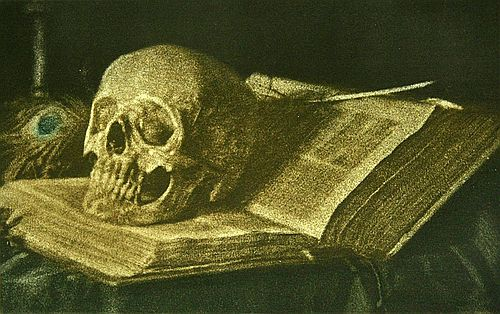
Zátiší, Die Kunst in der Photographie, 1898

Hans (Johann) Josef Watzek (20. prosince 1848 Bílina – 12. května 1903 Vídeň) byl rakouský piktorialistický fotograf narozený v Čechách. Působil na počátku 20. století a byl vedoucím zastáncem uznání fotografie jako uměleckého výrazového prostředku. Byl jedním ze členů Vídeňského trojlístku, kam kromě něj patřili Heinrich Kühn a Hugo Henneberg.
Věnoval se také krajinářské fotografii.

## Životopis
Poté, co dokončil studium na Umělecké akademii v Mnichově a Lipsku v letech 1865–1868, působil jako učitel výtvarné výchovy v Čechách. Od roku 1875 žil ve Vídni a učil kreslení od ruky a modelování na Vídeňské státní střední škole 6. okrsku. Mezi lety 1888 a 1893 byl také předsedou Sdružení rakouských učitelů malby a publikoval řadu odborných článků v časopise „Zeitschrift für Zeichnen und Kunstunterricht“.
Jeho cesta k fotografii začala v roce 1891 na výstavě výtvarných fotografií ve Vídni. Tady jej oslovila zejména díla Alfreda Maskella. V témže roce začal provádět první pokusy s vlastnoručně vyrobenou dírkovou komorou a stal se členem Klubu amatérských fotografů ve Vídni („Club der Amateurphotographen in Wien“ přejmenovaný v roce 1893 na „Wiener Camera Club“) kde byl od roku 1893 až do své smrti členem představenstva.
Na začátku 90. let se díky Vídeňskému fotografickému klubu spřátelil s dalšími významnými fotografy. Mimo jiné také s Hugem Hennebergem a Heinrichem Kühnem. Tito tři umělečtí fotografové nebyli pouze přáteli, ale od roku 1897 pracovali společně také v umělecké skupině Vídeňský trojlístek („Wiener Kleeblatt“ nebo také: „Wiener Trifolium“). Jejich díla byla signována třemi jetelovými lístky jako vyjádření jejich společné práce. Organizovali společné výstavy, pořádali turné po Německu, Itálii a Nizozemsku. Jejich tvorba mimo jiné ovlivnila dílo rakouského fotografa českého původu Rudolfa Koppitze.
Byl to právě profesor Watzek, kdo ve Vídni společně s Hugo Hennebergem a Heinrichem Kühnem vylepšili kombinovanou technikou vícenásobné vrstvené gumy – gumotisk. To umožnilo dříve netušeným způsobem tvůrčí vliv na obraz a barevnou manipulaci. Výsledné tisky měly bohatou a zajímavou texturu a dávaly dojem prostorové hloubky.
Po nesčetných pokusech... vylepšili jednoduchou metodu gumotisku a vynalezli kombinovaný tisk. Jejich krédem bylo, že by se fotografie měla brát vážně vedle malířství jako umělecká forma. Pro díla Trojlístku jsou proto často typická malířská neostrost, obzvláště u jejich náladových snímků krajin.
Do třetice podnikali Watzek, Henneberg a Kühn pravidelné studijní cesty, mimo jiné k Bodamskému jezeru, Gardskému jezeru, k Severnímu moři nebo do Tyrolska, kde hledali vhodné motivy pro své krajinářské snímky.
Na rozdíl od většiny předních členů vídeňské umělecké scény fotografů, jako byli Albert a Nathaniel von Rothschild, ale také Henneberg a Kühn, měl Hans Watzek k dispozici jen velmi omezené finanční prostředky k tomu, aby se mohl amatérsky věnovat fotografování, na tu dobu velmi drahé hobby.
Protože až do konce života vydělával na své živobytí jako učitel, na kariéru fotografa měl velmi omezený čas. V nekrologu Heinrich Kühn píše:
| „               | Watzek, duše a hnací síla celého Vídeňského fotografického klubu, musel vyjít se směšným málem, a co bylo mnohem horší, uspořit čas v jeho práci. Tak například nemohl obvykle zůstat při tom, když nechával osvětlovat tisk v rámu, a během přestávek mezi vyučovacími hodinami musel nevyvolaný snímek mnohokrát - asi s těžkým srdcem! - opustit. | “ |
| — Heinrich Kühn | |   |

Tyto překážky však nebránily jeho uznání ve své době. Místo toho se Watzek snažil využívat efektivnější a méně nákladné techniky, například bromostříbrný papír jako negativní papír..

Stejně tak bylo známo, že si Watzek stavěl fotoaparáty sám jednoduchými metodami, například z papírové krabice, které se u jeho kolegů setkala s obdivem, ale i s pobavením: 
| „ | Pokud jde o drahé náčiní, pokud je mohu nazývat aparáty, že spíše než nákladné byly lahodné... velmi mě překvapilo,... že s tak neohrabanými prostředky lze dosáhnout takové obdivuhodné výsledky... | “ |

Watzek trpěl chronickou nemocí cév, což byla také příčina jeho předčasné smrti v roce 1903. Jeho smrt vedla k rozpuštění Vídeňského trojlístku a také Hugo Henneberg se přestal fotografii věnovat.

## Dílo

### Fotografie jako svébytné umění
Watzkovým cílem bylo domoci fotografii široké veřejné uznání jako plnohodnotné umělecké vyjádření.
Pro Watzka byla fotografie, stejně jako malba, tvůrčí uměleckou formou. Motiv, který chce fotograf zobrazit by například mohl pomocí vědomých experimentů s odstupňováním obrazu (stupeň světlosti tónů) nebo vedením linií. Hlavní představa je přitom subjektivním názorem umělce:

Zcela v duchu vídeňské secese Watzek také obhajoval umění, které se orientuje méně na akademická pravidla a více na Originalitu, Individualitu a „Pravdu přírody“.

### Originály Hanse Watzka
Některé z originálních děl Hanse Watzka se nacházejí v následujících muzeích::
- Staatliche Museen, Preußischer Kulturbesitz (Kunstbibliothek), Berlín.
- Staatliche Kunstsammlungen, Kupferstichkabinett, Drážďany
- Museum Folkwang, Essen.
- Museum für Kunst und Gewerbe, Hamburg.
- Agfa Foto Historama im Wallraf-Richartz-Museum, Kolín nad Rýnem.
- Stieglitz Collection im Metropolitan Museum of Art, New York.
- Höhere Graphische Bundes-Lehr- und Versuchsanstalt, Vídeň.

## Citáty
- Nikdy nehovořil o obrazech nebo pokusech, o myšlenkách, idejích, které chtěl udělat. Často ale říkal, že jediné na čem opravdu záleží je něco skutečně učinit.[14] Heinrich Kühn o Hansi Watzkovi, 1928.
- Jde to také tak, bylo jeho známé heslo. S nejjednoduššími prostředky a zdánlivě naivně zvládl a vyřešil ty nejtěžší nemožné úkoly. Pro něj neexistovalo nic obtížného.[15] Heinrich Kühn o Hansi Watzkovi, 1923.
- Jeho největším činem bylo zavedení jednoduché brýlové čočky jako objektivu. Nesmíme si však myslet, že k tomu experimentu dospěl momentálně a náhodou. Před tím zveřejnil práci o fyziologické optice! Snažil se přiblížit charakter fotografického záznamu tomu, co se děje opticky na sítnici lidského oka.[16] Heinrich Kühn o Hansi Watzkovi, 1928.
- Umělecké fotografie, píše v jednom dopise, jsou umělecké výtvory, které je potřeba brát vážně. Pro diváka má způsob výroby uměleckého díla podřadný význam podřadnější význam, pro nás ale ne. Naše obrazy jsou v nejlepším případě srovnatelné s uměleckými kresbami. Naše dlouholeté velké úsilí se zdá být zaměřené na jeden experiment, kterým se ukáže, že velmi komplikovanou cestou skrze „mechanické prostředky“ je možné udělat umělecké dílo.[17] Fritz Matthies-Masuren o Hansi Watzkovi, 1899.
- Při záběru monoklem i při nejsilnějším odclonění a přesném zohlednění ohniskové vzdálenosti nevznikne tak ostrá kresba jako na obrázku vytvořeném za stejných podmínek odpovídajícím fotografickým objektivem. V této malé ostrosti kresby, která odpovídá přirozenému zraku a umělecké tradici, spočívá zvláštní kouzlo monoklových snímků.[18] Hans Watzek, 1893.

## Galerie

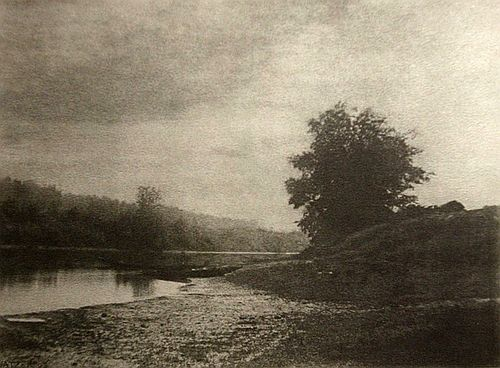
Sommernacht [Wiener Photographische Blätter: Herausgegeben Vom Camera-Club In Wien], 1896
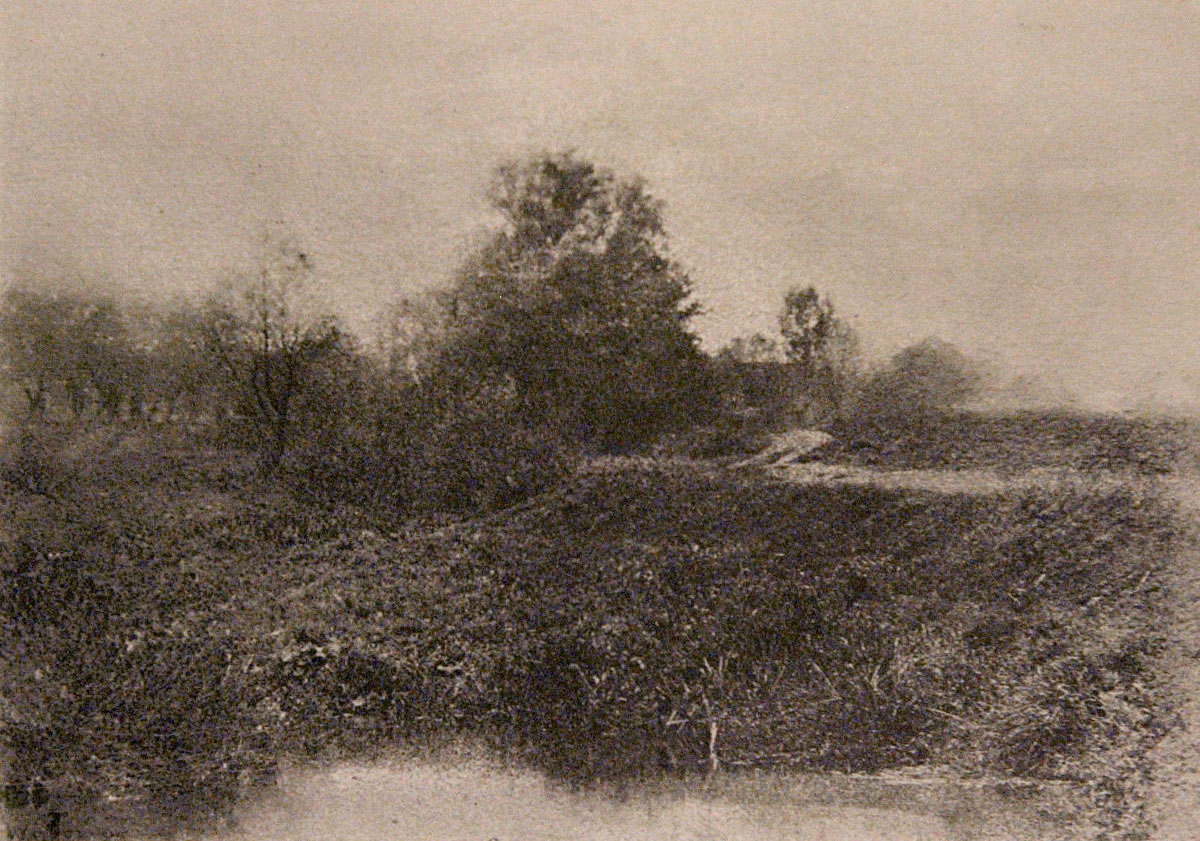
Soir d'automne [Photo-Club de Paris / 1896, Pl. XLI], 1896
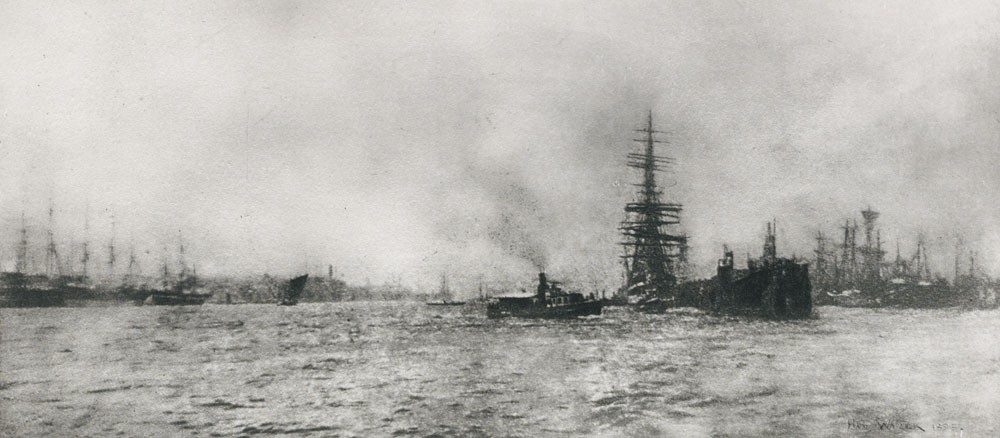
Port de Hambourg [Photo-Club de Paris / 1897, Pl. XXXVII], 1897
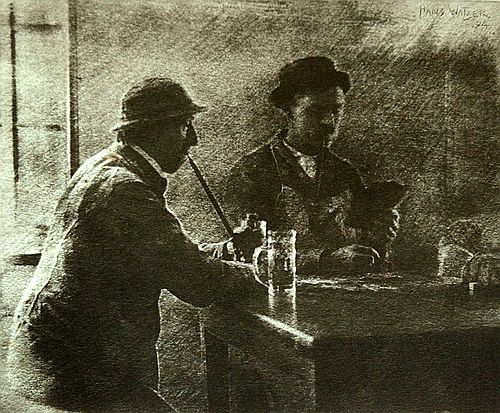
Kibicové, Die Kunst in der Photographie, 1897
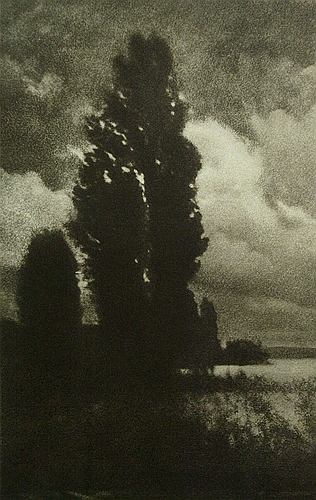
Pappeln Und Wolken [Die Kunst in der Photographie (Art Folio #1)], 1900
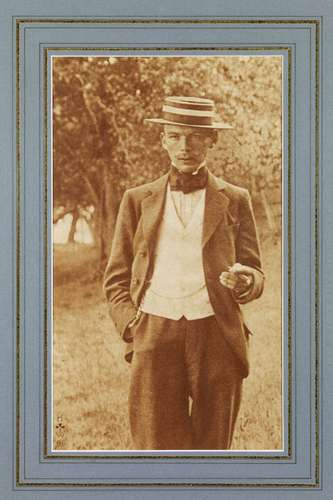
Portrét neznámého muže, 1898
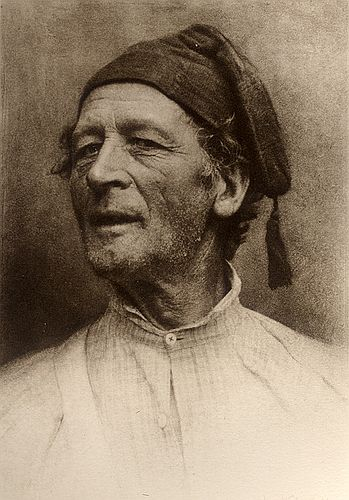
Portrét, 1894-1900